# Franck Comba
Pas d'image ? Cliquez ici

a Compétitions nationales et continentales officielles uniquement.

b Matchs officiels uniquement.
Dernière mise à jour le 30 juillet 2024.
Franck Comba, né le 16 mars 1971 à Hyères (Var), est un joueur international français de rugby à XV. Il évolue au poste de centre.
Il arrête sa carrière en 2006 et intègre l'encadrement technique du Rugby Club Toulonnais en tant que superviseur, avant d'être nommé entraîneur des lignes arrière du club le 22 janvier 2007 en remplacement de Edmond Jorda.
Il crée en 2009 une ligne de vêtements pour hommes autour du thème du rugby avec Davy Buonomo nommée Jus de Chaussettes.

## Carrière de joueur

### En club
Il a disputé 27 matchs de coupe d'Europe avec le Stade français. Le 19 mai 2001, il est titulaire en finale de la Coupe d'Europe, associé au centre à Cliff Mytton, au Parc des Princes à Paris face au Leicester Tigers mais les Anglais s'imposent 34 à 30 face aux parisiens.

### En équipe nationale
Il a disputé son premier test match en équipe de France le 13 juin 1998 contre l'équipe d'Argentine et son dernier le 17 février 2001 contre l'équipe d'Irlande.

### Avec les Barbarians
En juin 1999, il participe à la tournée des Barbarians français en Argentine. Il est titulaire contre le Buenos Aires Rugby Club à San Isidro. Les Baa-Baas s'imposent 52 à 17. Puis, il est titulaire contre les Barbarians Sud-Américains à La Plata. Les Baa-Baas français s'imposent 45 à 28.
En novembre 2001, il connaît une sélection avec les Barbarians français contre les Fidji à Toulon. Les Baa-Baas s'inclinent 17 à 15.
En septembre 2003, il joue avec les Barbarians français à l'occasion d'un match opposant le XV de France, rebaptisé pour l'occasion XV du Président (afin de contourner le règlement qui interdit tout match international à moins d'un mois de la Coupe du monde), et les Barbarians français, composés essentiellement des joueurs tricolores non retenus dans ce XV présidentiel et mis à disposition des Baa-Baas par Bernard Laporte. Ce match se déroule au Parc des sports et de l'amitié à Narbonne et voit le XV du président s'imposer 83 à 12 face aux Baa-Baas.

## Carrière d'entraîneur
- De 01/2007 à 05/2007 : Entraîneur adjoint du RC Toulon
- De 2014 à 07/12/2015 : Entraîneur des trois-quarts du Pays d'Aix RC

## Palmarès de joueur

### En club
- Championnat de France de première division : 
  - Champion (2) : 1998 et 2000
- Coupe André Moga :
  - Vainqueur (1) : 1993
- Coupe d'Europe :
  - Finaliste (1) : 2001
- Coupe de France :
  - Vainqueur (1) : 1999
  - Finaliste (1) : 1998

### En équipe nationale
- 13 sélections en équipe de France entre 1998 et 2001
- 2 essais (10 points)
- Sélections par année : 4 en 1998, 4 en 1999, 3 en 2000, 2 en 2001